# 荒川静香
荒川静香（日語：あらかわ しずか，1981年12月29日—）是日本花样滑冰運動員。她在2004年世界花样滑冰锦标赛獲得冠軍，成为第四位亚洲女子单人滑世界冠军，並於2006年冬季奥林匹克運動會上成为亞洲第一位花样滑冰女子单人滑冠军。

## 生平

### 早期
荒川静香出生於日本東京品川區關東逓信醫院，1歳4個月前都生活在神奈川縣鎌倉市。，之後全家移居宮城縣仙台市。她的雙親是荒川幸一和荒川佐知，「静香」這個名字來自平安時代末期武士源義經愛妾靜御前。
荒川静香5歲時，開始對滑冰產生了興趣，因此加入勝山滑冰俱樂部。她在7歲開始學習芭蕾舞，也開始與前花样滑冰運動員長久保裕訓練，他曾參加1972年冬季奧運會。她在8歲時完成後內三周跳。荒川静香小学3年級時已經學會5種3周跳，被稱為天才少女。荒川静香小学6年級時搬到宮城縣利府町。
荒川静香10歳時，參加第1回野邊山合宿。1994年，她開始參加日本青少年花樣滑冰錦標賽。她被選為1994年、1995年、1996年日本年度青少年花樣滑冰運動員，荒川静香的技術進步很快，是日本首位贏得日本青少年花樣滑冰錦標賽三連冠的女子選手。2000年3月，荒川静香就讀於早稻田大學社會科學，之後於2004年畢業。荒川静香的父親是公務員，母親則親手製作衣服，來支持荒川静香學習滑冰。

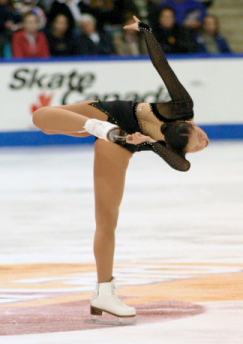
2003年國際滑冰聯盟花式溜冰大獎賽加拿大站

### 揚名國際
荒川静香於1995年內伯霍恩杯（Nebelhorn Trophy）獲得優勝。1997年，就讀中学3年級的荒川静香於第65回日本花樣滑冰錦標賽中出賽，僅次於村主章枝獲得亞軍。荒川静香在1998年第66回日本花樣滑冰錦標賽中擊敗村主章枝，首度獲得冠軍。荒川静香在1998和1999年獲選為日本國家代表隊。她代表日本在1998年長野冬季奧運會出賽，當時年僅16歲。日本天皇與皇后都觀賞了女子自由滑項目。最後她在長野冬季奧運會獲得第13名，也是日本第二出色的選手。荒川静香於1998年首次參加世界花樣滑冰錦標賽，獲得第22名。

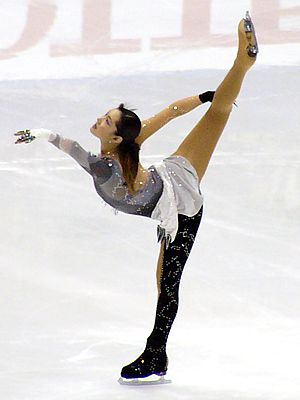
2004年國際滑冰聯盟花式溜冰大獎賽日本站

荒川静香於順利早稻田大學，來到東京獨自生活。2000－2001年賽季，荒川静香參加新横濱滑冰俱樂部，並於四大洲花式滑冰錦標賽首度獲得銀牌。2002年，荒川静香第二次在日本花樣滑冰錦標賽奪冠，但是無法參加2002年冬季奧運會。

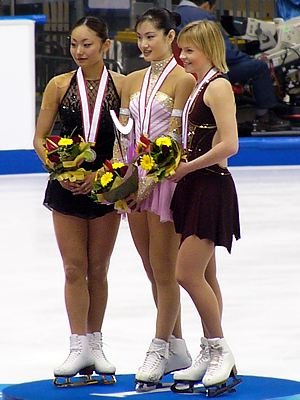
2004年國際滑冰聯盟花式溜冰大獎賽日本站

在2002年－2003年賽季，荒川静香贏得亞洲冬季運動會和世界大學生冬季運動會冠軍，並再度參加世界花樣滑冰錦標賽，最後獲得第八名。她連續第二年贏得四大洲花式滑冰錦標賽銀牌，敗給村主章枝。她在國際滑冰聯盟花式溜冰大獎賽日本站奪得季軍，並在國際滑冰聯盟花式溜冰大獎賽俄羅斯站獲得第五名的成績。她於當年首度參加國際滑冰聯盟花式溜冰大獎賽總決賽，最後獲得第四名。後來她在日本花樣滑冰錦標賽獲得季軍，為個人第五枚日本花樣滑冰錦標賽獎牌，包含兩枚金牌和兩枚銀牌。
2004年，她與塔提亞娜·塔拉索娃（Татьяна Анатольевна Тарасова）合作，於德國多特蒙德獲得世界花樣滑冰錦標賽冠軍，並完成7次三週跳。她贏得了2004年世界花樣滑冰錦標賽天內完成她的畢業考試在早稻田大學後。荒川静香是第三個贏得世界花樣滑冰錦標賽冠軍的日本女子選手，在此之前伊藤綠和佐藤有香曾分別在1989年及1994年奪冠。當時荒川静香因為骨折，曾計劃在2004年世界花樣滑冰錦標賽後退休，但是這個冠軍說服她改變計劃。
2004年－2005年賽季，荒川静香首次贏得國際滑冰聯盟花式溜冰大獎賽日本站優勝。後來她因傷退出日本花樣滑冰錦標賽。荒川静香在2005年世界花樣滑冰錦標賽表現不佳，只獲得第九名。2005年11月，荒川静香開始與教練尼古拉·莫羅佐夫合作。

### 2006年冬季奧運會

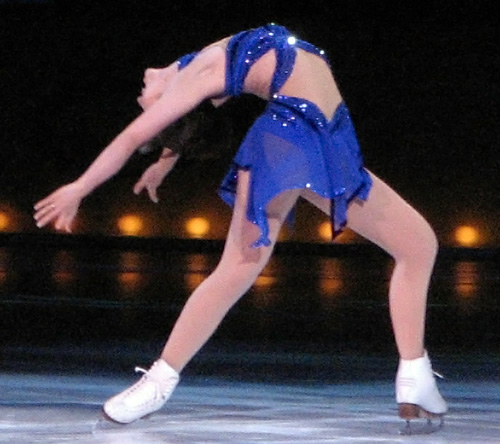
荒川静香在2006年冬季奧運會中演出招牌動作伊娜·鮑爾

2006年冬季奧運會在意大利都靈舉行，荒川静香於短曲項目採用肖邦的幻想曲來搭配。荒川静香於短曲項目獲得66.02分，落後給美國選手薩莎·科恩和俄羅斯選手伊琳娜·斯盧茨卡婭。在自由滑項目，薩莎·科恩是三個人中首位登場的選手，其次為荒川静香和伊琳娜·斯盧茨卡婭。薩莎·科恩在自由滑項目摔倒兩次，其他人獲得機會相對提高。
荒川静香在自由滑項目獲得最高分（125.32分），搭配義大利作曲家賈柯摩·普契尼的《杜蘭朵公主》小提琴幻想曲（由陳美演出）。她成功演出招牌動作伊娜·鮑爾（Ina Bauer）與三周跳組合。伊娜·鮑爾也成為日本家喻戶曉的動作與年度流行語。雖然她曾計劃演出兩個三周跳－三周跳組合，但是最終沒有執行。荒川静香總分為191.34分，領先第二位薩莎·科恩（183.36）將近8分。伊琳娜·斯盧茨卡婭於自由滑項目也發生失誤，並最終獲得銅牌。斯盧茨卡婭總分為181.44分。24歲的荒川静香成為80年來最老女子單人滑冰冠軍。來自英國的馬奇·塞耶斯（Madge Sayers）是奧運史上最老的單人滑冰冠軍，她在1908個夏季奧運會以27歲獲得第一個奧運會花樣滑冰冠軍。
荒川静香贏得奧運冠軍後，日本首相小泉純一郎向她祝賀。小泉說「我為你感到興奮，所有日本人都相當高興，我給你每一個演出滿分」。

### 退休之後
荒川静香獲得奧運冠軍後，於2006年5月7日招開記者會見宣布退休。她繼續在表演活動中滑冰，擔任日本電視滑冰評論員。她在2006年冰雪戰爭（Ice Wars）比賽中出賽，代表世界隊。她也製作自己表演活動，並設計舞曲。
2006年，荒川静香演出朝日電視台電視劇《7人女律師》。2012年4月8日，荒川静香參加日本富士電視台綜藝遊戲節目《全員逃走中》的終極逃走中（31、32集），可惜在最後的驟死賽中被100具獵人包圍遭到淘汰，但她成為當時逃亡時間最久的逃亡者。2021年7月23日，荒川静香於2020年夏季奧林匹克運動會開幕典禮的「閃耀時刻 TIME TO SHINE」的環節中與搞笑藝人劇團一人合作演出；在這環節中，她飾演2020年東京奧運會的中央控制中心主管，負責監察由劇團一人飾演的燈光控制員。

## 私生活
荒川静香的花樣滑冰偶像是克丽斯蒂·山口與佐藤有香。她喜歡克里斯蒂娜·阿奎萊拉、碧昂絲、倉木麻衣（也是她的親密朋友）和EXILE的音樂。荒川静香喜歡逛街、游泳、高爾夫球和水上運動。仙台市的滑冰中心關閉後，她在康乃狄克州錫姆斯伯里國際滑冰中心接受訓練。
2013年12月29日，荒川在32歲生日這天以親筆傳真宣布結婚。

## 賽事成績
| 結果                 | 結果       | 結果    | 結果    | 結果    | 結果    | 結果    | 結果    | 結果    | 結果    | 結果    | 結果    | 結果    | 結果    |
| 國際                 | 國際       | 國際    | 國際    | 國際    | 國際    | 國際    | 國際    | 國際    | 國際    | 國際    | 國際    | 國際    | 國際    |
| 賽事                 | 1993–94    | 1994–95 | 1995–96 | 1996–97 | 1997–98 | 1998–99 | 1999–00 | 2000–01 | 2001–02 | 2002–03 | 2003–04 | 2004–05 | 2005–06 |
| -------------------- | ---------- | ------- | ------- | ------- | ------- | ------- | ------- | ------- | ------- | ------- | ------- | ------- | ------- |
| 冬奧                 |            |         |         |         | 第13名  |         |         |         |         |         |         |         | 冠軍    |
| 世錦賽               |            |         |         |         | 第22名  |         |         |         |         | 第8名   | 冠軍    | 第9名   |         |
| 四大洲               |            |         |         |         |         | 第6名   |         | 第6名   | 亞軍    | 亞軍    |         |         |         |
| GP總決賽             |            |         |         |         |         |         |         |         |         | 第4名   | 季軍    | 亞軍    |         |
| GP中國站             |            |         |         |         |         |         |         |         |         |         |         |         | 季軍    |
| GP俄國站             |            |         |         |         |         |         |         | 第7名   |         | 第5名   |         | 亞軍    |         |
| GP法國站             |            |         |         |         |         |         |         | 第9名   | 第6名   |         | 亞軍    |         | 季軍    |
| GP 德國站            |            |         |         |         | 第7名   |         | 第5名   |         |         |         |         |         |         |
| GP 日本站            |            |         |         | 第7名   | 第6名   | 第8名   | 第5名   |         |         | 季軍    |         | 冠軍    |         |
| GP 美國站            |            |         |         |         |         | 第9名   |         |         | 第4名   |         | 季軍    |         |         |
| GP 加拿大站          |            |         |         |         |         |         |         |         |         |         | 亞軍    |         |         |
| 霧笛盃               |            | 亞軍    | 冠軍    |         |         |         |         |         |         |         |         |         |         |
| 冬亞運               |            |         |         |         |         | 亞軍    |         |         |         | 冠軍    |         |         |         |
| 世大運               |            |         |         |         |         |         |         |         |         | 冠軍    |         |         |         |
| 國際（青少年或新人） |            |         |         |         |         |         |         |         |         |         |         |         |         |
| 世青賽               |            | 第8名   | 第7名   | 第8名   |         |         |         |         |         |         |         |         |         |
| 特里格拉夫盃         | 冠軍（新） |         |         |         |         |         |         |         |         |         |         |         |         |
| 國內                 |            |         |         |         |         |         |         |         |         |         |         |         |         |
| 日錦賽               |            |         |         | 亞軍    | 冠軍    | 冠軍    | 第5名   | 亞軍    | 亞軍    | 季軍    | 季軍    | 棄權    | 季軍    |
| 日青賽               |            | 冠軍    | 冠軍    | 冠軍    |         |         |         |         |         |         |         |         |         |
|                      |            |         |         |         |         |         |         |         |         |         |         |         |         |

## 外部連結
- （日語） 荒川靜香的官方網站（页面存档备份，存于）
- 荒川靜香的Instagram帳戶